# Embry-Riddle Aeronautical University
Embry-Riddle Aeronautical University (ERAU) es una universidad privada centrada en programas de aviación y aeroespaciales. Fundada inicialmente en Lunken Field (Cincinnati, Ohio) en 1926, sus campus principales se encuentran en Daytona Beach (Florida) y Prescott (Arizona). Es el mayor sistema universitario acreditado especializado en aviación y aeroespacial. Cuenta con numerosos programas en línea y programas académicos ofrecidos en sedes satélite.
Comenzó siendo una escuela regional para pilotos y mecánicos de aviación. Con la expansión y el desarrollo de la aviación y los programas espaciales relacionados, hoy la universidad matrícula a más de 33.000 estudiantes de grado y posgrado.

## Historia
El 17 de diciembre de 1925, Talton Higbee Embry y John Paul Riddle fundaron la Embry-Riddle Company en el aeropuerto de Lunken, en Cincinnati (Ohio). En la primavera de 1926, la empresa abrió la Escuela de Aviación Embry-Riddle.  Tras una fusión con la Aviation Corporation (AVCO), la Escuela de Aviación Embry-Riddle se cerró en 1930.

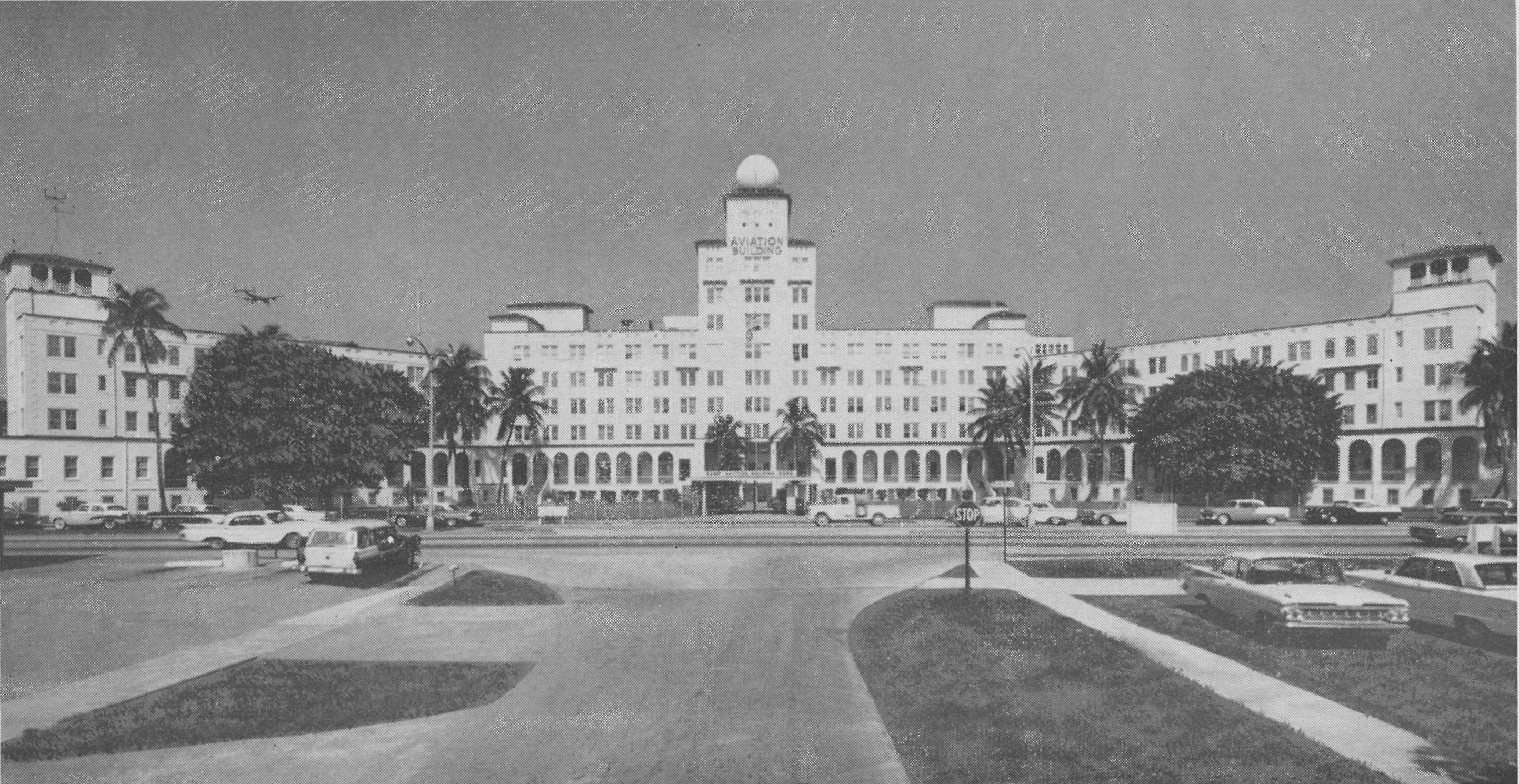
El hotel Fritz en Miami. Embry-Riddle ocupó el edificio antes de mudarse a Daytona Beach, Florida.

En 1939, Riddle, John Graham McKay y su esposa Isabel restablecieron la escuela en Miami. Manteniendo el nombre, se asociaron con la Universidad de Miami para impartir formación de vuelo en el marco del Programa de Formación de Pilotos Civiles y aumentar rápidamente el número de pilotos cualificados inmediatamente antes de la Segunda Guerra Mundial. Entre los alumnos de esta escuela se encontraba John F. Kennedy, que sirvió en la Marina estadounidense durante la guerra y fue elegido en 1960 Presidente de los Estados Unidos. Tras una rápida expansión, la escuela ocupó el antiguo Hotel Fritz.
En previsión del anunciado cierre del aeropuerto de Tamiami, donde el Instituto Aeronáutico Embry-Riddle realizaba sus operaciones de vuelo, la escuela se trasladó a Daytona Beach, Florida, en abril de 1965. Embry-Riddle se convirtió en una organización sin ánimo de lucro en 1959.
Tras ampliar sus programas de estudio, en 1968 se le concedió la categoría de universidad. En 1970 adoptó el nombre de Embry-Riddle Aeronautical University. Embry-Riddle inició su programa internacional ese mismo año. En 1978 abrió un segundo campus residencial en Prescott (Arizona).

## Academia
Esta universidad sin ánimo de lucro está acreditada como institución de nivel VI por la Southern Association of Colleges and Schools para conceder títulos de asociado, licenciatura, máster y doctorado.  Los programas de la universidad en mantenimiento de aviación, gestión del tráfico aéreo, meteorología aplicada, ciencias aeronáuticas, seguridad aeroespacial y laboral, operaciones de vuelo y gestión de aeropuertos están acreditados por la Aviation Accreditation Board International (AABI).
Los programas de licenciatura y máster en empresariales están acreditados por la Association of Collegiate Business Schools and Programs (ACBSP).  Todos los programas de ingeniería están debidamente acreditados por el Accreditation Board for Engineering and Technology, Inc.(ABET)
Los programas de aeronáutica, gestión del tráfico aéreo, meteorología aplicada y estudios aeroespaciales están certificados por la Administración Federal de Aviación (FAA).  En julio de 2014, la universidad se convirtió en el primer proveedor de formación del país aprobado por la FAA para la certificación de estudiantes de aviación.

### Programas profesionales
ERAU alberga una variedad de cursos cortos centrados en la aviación. Estos cursos, que van desde sistemas de aeronaves no tripuladas hasta investigación y gestión de accidentes de aeronaves, están diseñados para profesionales involucrados en las operaciones, la gestión y la supervisión de organizaciones de aviación. El "campus mundial" ofrece cursos en línea, por video o presenciales a nivel mundial.
El campus de Embry-Riddle Prescott alberga el Instituto de Seguridad Robertson (RSI); este es un centro de investigación, desarrollo, cursos cortos y extensión corporativa en educación de seguridad. El campus cuenta con recursos que incluyen Robertson Crash Lab, Aviation Safety and Security Archives y acceso inmediato a recursos avanzados de ingeniería, científicos y forenses.

## Campus

### Daytona Beach, Florida
El campus residencial más antiguo de Embry–Riddle ( 0,7 km²) y la sede académica ha estado en Daytona Beach, Florida desde 1965. Construido junto al Aeropuerto Internacional de Daytona Beach, el campus está conectado a una rampa para aeronaves propiedad de la universidad para entrenamiento de vuelo. El campus principal consta de un complejo de aviación, un patio académico y residencias estudiantiles que rodean el centro de estudiantes y el Jack R. Hunt Aviator Park. El campus tiene siete residencias universitarias y un complejo de viviendas fuera del campus. Las instalaciones deportivas, el Centro ROTC General de Brigada William W. Spruance y el Centro ICI se encuentran en el lado este del campus.
El campus este de esta universidad atiende a 6.740 estudiantes universitarios y 781 estudiantes de posgrado de casi 100 países. Todos los estudiantes de primer año viven en el campus con estudiantes de segundo, tercer y cuarto año. Se ofrecen cincuenta y dos especializaciones en esta ubicación para 2020–21. El programa de física de ingeniería en el campus de Daytona Beach se encuentra entre los programas de pregrado de física de ingeniería más grandes del país y el único que se especializa en la industria aeroespacial.
El campus de Daytona Beach tiene una flota de 62 Cessna Skyhawks y 10 Diamond DA42 -VI. Los dos Cessna 172 del ERAU Flying Club y los dos Cessna 150 del Eagles Flight Team también están estacionados en la rampa.
El campus de Daytona Beach de Embry–Riddle tiene uno de los programas del Cuerpo de Entrenamiento de Oficiales de Reserva (ROTC) más extensos de los Estados Unidos y el programa ROTC de la Fuerza Aérea más grande del país.  El programa ROTC gana con frecuencia competencias nacionales.   

### Prescott, Arizona

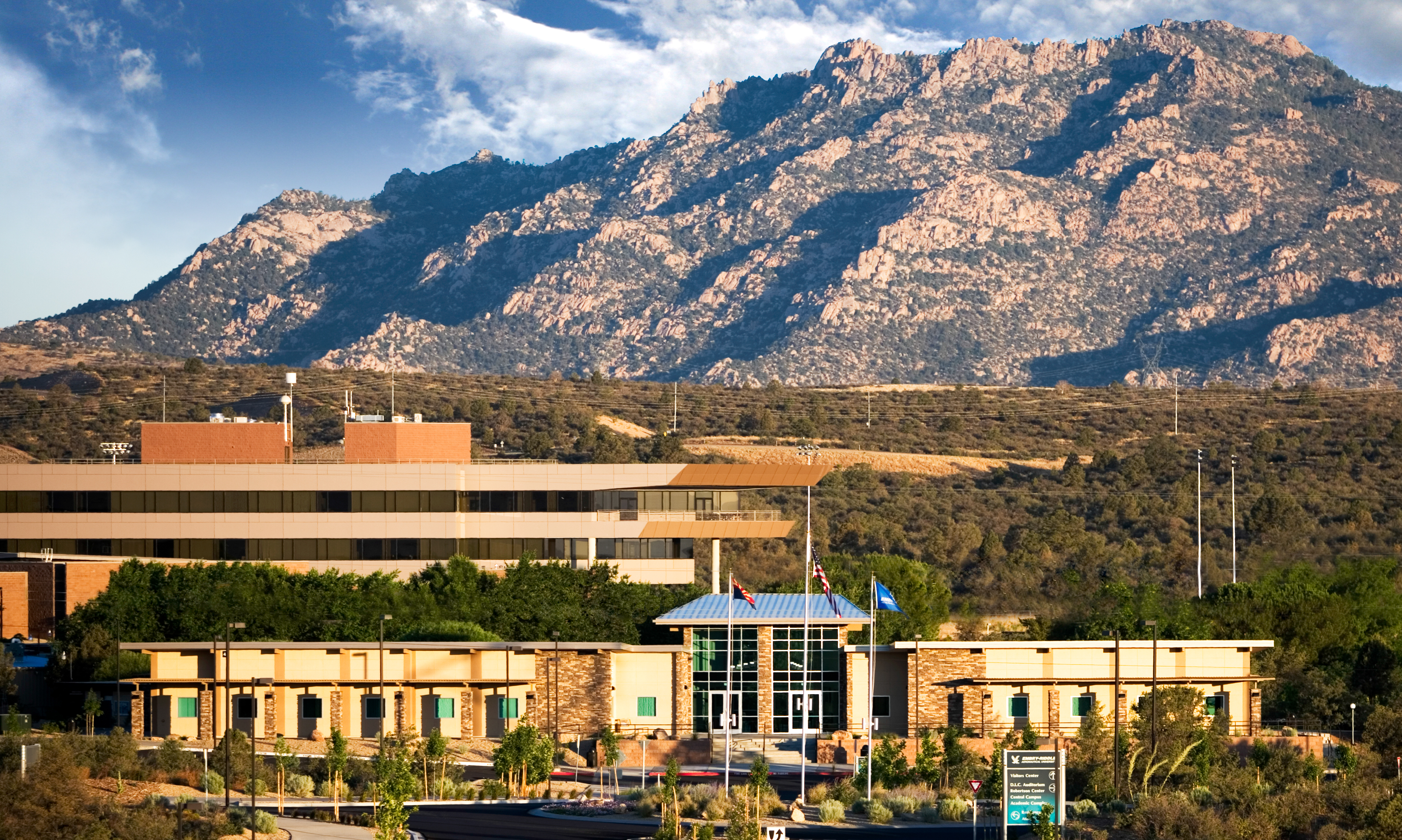
Campus de Arizona

El campus de la Universidad Aeronáutica Embry-Riddle en Prescott, Arizona, abrió sus puertas en 1978. El plantel es de 100 millas (160 km) al norte de Phoenix. El clima del desierto alto ofrece casi 300 días de sol al año. El campus tiene una matrícula de alrededor de 2000 estudiantes y cubre 539 acres (218 ha) de terreno occidental.
El centro de entrenamiento de vuelo se encuentra en las cercanías de Ernest A. Love Field. Las instalaciones en el campus de Prescott incluyen el edificio de fabricación y experimentación aeroespacial, un laboratorio de túnel de viento con un túnel de viento supersónico y cuatro túneles de viento subsónicos, el centro de seguridad de la aviación con un laboratorio de investigación de accidentes, biblioteca, 48.000 cuadrados pies (4500 m   complejo académico, centro de ingeniería y tecnología, capilla, comedor, centro de estudiantes y residencias. El campus de Prescott cuenta con cuatro universidades académicas y ofrece 19 títulos de licenciatura y dos maestrías, así como programas educativos para jóvenes, estudiantes y profesionales en activo.
El campus de Prescott ofrece el único programa de Estudios de Inteligencia y Seguridad Global en los EE. UU.
El programa First Year Experience está diseñado para ayudar a los estudiantes a hacer la transición a la universidad en los niveles académico, social y educativo. Los estudiantes en viviendas FYE se agrupan por especialización, cuando es posible, y residen con un personal que está especialmente capacitado para manejar los problemas de transición del primer año. Todos los estudiantes de primer año que se hayan graduado de la escuela secundaria dentro de los 12 meses posteriores a la matriculación deben vivir en viviendas universitarias durante su primer año académico completo. Se hacen excepciones para los estudiantes que tienen más de 21 años, están casados o tienen un dependiente, tienen una dirección permanente en el condado de Yavapai en el momento de la solicitud de ERAU o estudiantes que han vivido en el campus de otra institución de educación superior durante al menos dos semestres. Los estudiantes de FYE residen en Mingus Mountain Complex o Thumb Butte Complex y deben participar en el programa de comidas de Dining Services.
Los dos destacamentos del ROTC de la Fuerza Aérea de Embry-Riddle forman la fuente de puesta en servicio de la Fuerza Aérea con base universitaria más grande del país. Los destacamentos AFROTC de Embry-Riddle también producen más oficiales comisionados, más pilotos y otros oficiales calificados para la Fuerza Aérea que cualquier otra institución en la nación, excepto la Academia de la Fuerza Aérea. Army ROTC también opera un gran destacamento en el campus de Prescott.
El campus de Prescott es la sede del equipo de vuelo Golden Eagles, que compite en la Asociación Nacional de Vuelo Intercolegial. El equipo de vuelo Golden Eagles de Prescott ha ganado el campeonato regional cada año durante los últimos 31 años, y el equipo también ha ganado trece veces campeones nacionales en 1993, 1997, 1999, 2003, 2005, 2007, 2008, 2012, 2013, 2016, 2017, 2018 y 2022. Con sus doce victorias nacionales, el equipo también ha sido incluido en el Salón de la Fama del Museo del Aire y el Espacio de San Diego.

### Campus global

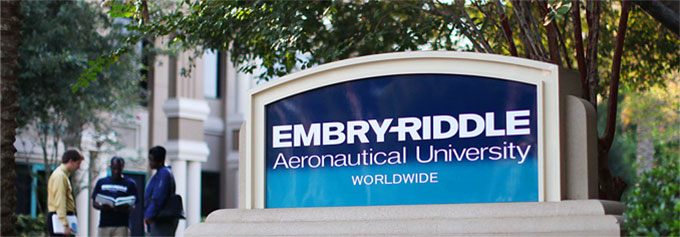
Letrero afuera de la sede global en Florida

Embry–Riddle atiende a más de 22 000 estudiantes en línea y en 130 campus, más de 90 en bases militares y la opción de tomar cursos en línea. Ofrece programas de grado 40 que cubren muchas áreas en aviación, negocios, comunicación, computadoras, servicios de emergencia, ingeniería, factores humanos, administración, seguridad, logística y sistemas no tripulados. Las clases se ofrecen en línea, por video a un salón de clases o al hogar, o cara a cara.
El campus de Embry–Riddle Worldwide se estableció en 1970 y se convirtió en una red de más de 130 lugares de aprendizaje, incluidas bases militares. La ubicación más grande del mundo es el campus asiático de la Universidad Aeronáutica Embry-Riddle en Singapur. Embry–Riddle Worldwide también ofrece un "campus en línea" virtual. US News & World Report clasificó a Embry–Riddle como el mejor de casi 300 programas de licenciatura en línea en 2016. Las instalaciones con funciones de aviación están disponibles para los estudiantes que no pueden asistir a un campus residencial. Los programas de estudio se ofrecen a nivel de pregrado y posgrado (así como certificados y sin título), incluida la rara Maestría en Administración de Empresas en Aviación (MBA-A), clasificada como el mejor programa de MBA en línea #74 (de alrededor de 250) en 2015.

## Investigación
Daytona Beach
Si bien tiene sus raíces en la aviación, la investigación en el campus de Daytona Beach de Embry-Riddle se ha expandido para incluir una amplia gama de áreas, que incluyen ingeniería, seguridad cibernética y nacional, factores humanos, modelado y simulación, y negocios. Las mismas tecnologías y experiencia que la facultad ha desarrollado y aplicado a la investigación aeroespacial y relacionada con la aviación, ahora se aplican directamente a otras áreas: sistemas espaciales, vehículos de alto rendimiento, sistemas autónomos y no tripulados, robótica, energía alternativa y sostenible, factores humanos médicos, comercial. operaciones espaciales y más.
La universidad está ampliando sus asociaciones con la industria en el desarrollo del Parque de Investigación y Tecnología Aeroespacial adyacente al campus de Daytona Beach. Con el apoyo de nuevos centros y laboratorios de investigación, este parque no solo fomentará el crecimiento de la investigación en el campus, sino que también proporcionará un entorno ideal para la fertilización cruzada y la innovación entre el campus y sus socios. Embry–Riddle también administra el banco de pruebas FAA NextGen Florida, donde se está desarrollando tecnología que respaldará las crecientes necesidades de transporte aéreo de la nación. La investigación contribuirá a reducir el consumo de combustible y las emisiones asociadas, mejorar la conciencia situacional de los pilotos y brindar un servicio de pasajeros más seguro y eficiente.
En 2017, Embry–Riddle se asoció con FireSpring Fund, una organización sin fines de lucro de Orlando, para ayudar a cinco nuevas empresas en su proceso de investigación y creación. FireSpring otorgó a cada puesta en marcha 25.000 dólares y Embry–Riddle ofreció a cada uno apoyo empresarial, financiamiento inicial, tutoría y una base de operaciones en el nuevo parque de investigación de la universidad. Las nuevas empresas fueron: Embedded Control Designs LLC, Myers Devices LLC, Censys Technologies Corporation, Weintraus LLC y Sensatek Propulsion Technology Inc. Investigaron y diseñaron en las áreas de: estabilidad de turbinas de gas, procesamiento de datos y comunicaciones de drones, dispositivos de seguridad médica y transporte de naves espaciales.
Prescott
En el campus de Prescott, 60.000 dólares en becas Eagle-Prize (E-Prize) están disponibles cada año para equipos de estudiantes que participan en concursos universitarios, nacionales o internacionales de diseño o investigación. Los equipos que participan en competencias de alto nivel, tienen una membresía diversa y demuestran una gran probabilidad de éxito con una metodología sólida y planes comerciales claros tienen más probabilidades de recibir financiamiento.
Las Becas Ignite, parte del Plan de Mejora de la Calidad de Embry–Riddle, están disponibles hasta 48.000 dólares anuales para estudiantes que deseen participar en investigación e innovación bajo la tutela de un mentor docente.

## Atletismo

### Daytona Beach Eagles
Los equipos atléticos del campus de Daytona Beach (principal) de Embry-Riddle se llaman Eagles. La universidad es miembro de los rangos de la División II de la NCAA, compitiendo principalmente en la Sunshine State Conference (SSC) como miembro provisional desde el año académico 2015-16 para la mayoría de sus deportes (alcanzando el estado de miembro de pleno derecho D-II en 2017-18) ; mientras que sus equipos masculinos y femeninos de atletismo compiten en la Peach Belt Conference (PBC) como miembros asociados.  Antes de unirse a la NCAA y al SSC, los Eagles compitieron previamente en la Asociación Nacional de Atletismo Intercolegial (NAIA) como miembro fundador de la Sun Conference (anteriormente conocida como Florida Sun Conference (FSC) hasta después del año escolar 2007-08 ) de 1990–91 a 2014–15.
ERAU–Daytona Beach compite en 22 deportes universitarios interuniversitarios: los deportes masculinos incluyen béisbol, baloncesto, campo traviesa, golf, lacrosse, remo, fútbol, tenis y atletismo (bajo techo y al aire libre); mientras que los deportes femeninos incluyen baloncesto, campo traviesa, golf, lacrosse, remo, fútbol, sóftbol, tenis, atletismo (bajo techo y al aire libre) y voleibol; y los deportes mixtos incluyen porristas.
La universidad anunció en julio de 2014 que había sido aceptada en el proceso de membresía de la División II de la NCAA. Durante su tiempo en NAIA, el programa de atletismo en el campus de Daytona Beach ganó la Copa del Comisionado de la Conferencia Sun durante 16 años consecutivos.

### Prescott Eagles
Los equipos atléticos del campus de Prescott de Embry-Riddle se llaman Eagles. La universidad es miembro de la Asociación Nacional de Atletismo Intercolegial (NAIA), compitiendo principalmente en la Conferencia del Pacífico de California (Cal Pac) desde el año académico 2012-13.
ERAU–Prescott compite en 14 deportes universitarios interuniversitarios: los deportes masculinos incluyen béisbol, baloncesto, campo traviesa, golf, fútbol, atletismo (solo al aire libre) y lucha libre; mientras que los deportes femeninos incluyen baloncesto, campo traviesa, golf, fútbol, softbol, atletismo (solo al aire libre) y voleibol.
 